# Pierre Sikivie

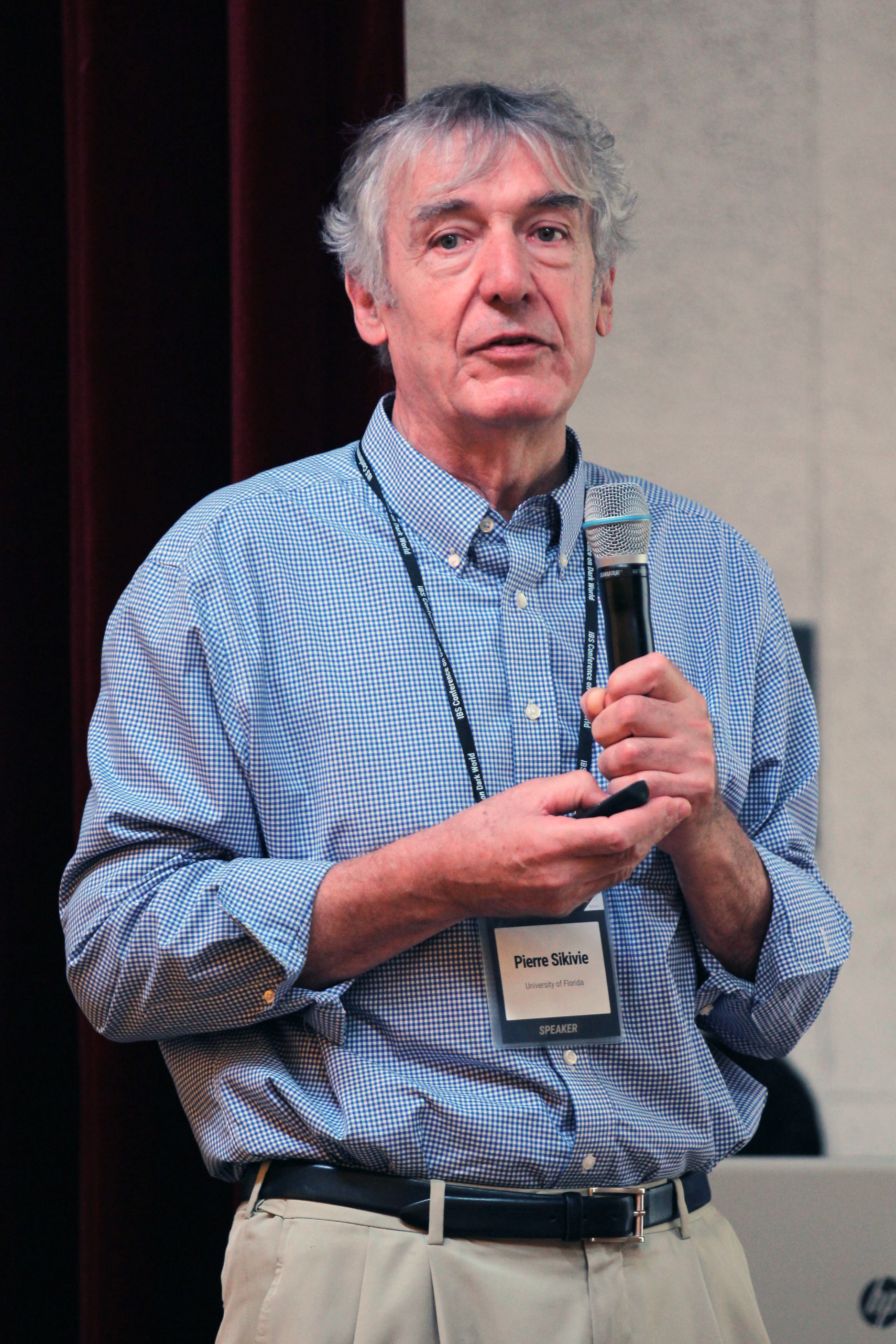
Pierre Sikivie, 2019

Pierre Sikivie (* 29. Oktober 1949 in Sint-Truiden) ist ein belgischer theoretischer Physiker (Elementarteilchenphysik, Astroteilchenphysik).

## Leben
Sikivie studierte Physik an der Universität Lüttich mit dem Lizenziat 1970 und an der Yale University, an der er 1972 seinen Master-Abschluss erhielt und 1975 bei Feza Gürsey promoviert wurde (Lepton and Hadron spectra in universal gauge theories). Als Post-Doktorand war er an der University of Maryland, am SLAC (1977 bis 1979) und am CERN (Senior Fellow 1979 bis 1981). Ab 1981 war er Assistant Professor an der University of Florida mit einer vollen Professur seit 1988 und dem Titel Distinguished Professor seit 2012.
1980 heiratete er Cynthia Chennault (die ebenfalls an der University of Florida ist), mit der er zwei Söhne hat.

## Werk
Er ist für Forschung zum Axion, dessen Detektierbarkeit (Axion-Helioskop, zum Beispiel CAST-Experiment, Axion-Haloskop, Sikivie-Detektor zum Beispiel im ADMX-Experiment), Unterscheidung von anderen Kandidaten Dunkler Materie und kosmologischen Auswirkungen (Verteilung in galaktischen Halos, Produktion im frühen Universum) bekannt. Seine Vorschläge für die Suche nach dem Axion sind von verschiedenen Experimentalgruppen umgesetzt worden. Sikivie zeigten in den 1980er Jahren erstmals, dass Axionen, die als Ausweg aus dem starken CP-Problem vorgeschlagen wurden und die man sich damals als nicht nachweisbar (unsichtbar) vorstellte, Domänenwände bilden und damit starke unerwünschte kosmologische Auswirkungen haben, wenn nicht bestimmte Bedingungen erfüllt sind. Die Arbeit begründete die Axion-Kosmologie. 1983 zeigte er mit L. Abbott, dass Axionen mit Massen im Mikro-Elektronenvolt-Bereich in großem Umfang beim QCD-Phasenübergang im frühen Universum produziert wurden, so dass sie gute Kandidaten dunkler Materie sind.
Bei dem von ihm 1983 vorgeschlagenen Axion-Haloskop werden Axionen aus dunkler Materie in einem Hohlraum mit starkem magnetischen Feld in Mikrowellen-Photonen umgewandelt, beim Axion-Helioskop werden Axionen von der Sonne in einem Magnetfeld auf der Erde im Labor in Röntgenstrahlen umgewandelt. Beide benutzen den Sikivie-Prozess der Umwandlung von Axionen in Photonen und wurden verschiedentlich in großen Laboren realisiert. In Shining-light-through-walls-Experimenten wird der Sikivie-Prozess und dessen Umkehrung (Umwandlung von Photonen zu Axionen) auf zwei Seiten einer Wand angewandt, zunächst Photonen in Axionen, die durch eine Wand laufen und auf der anderen Seite Axionen zu Photonen (zum Beispiel CERN, DESY).
Sikivie zeigte auch, dass der gravitationsbedingte Einfall von dunkler Materie in galaktischen Halos Kaustiken (Ringstrukturen) ähnlich wie in der Optik erzeugt, wobei sich innere und äußere Kaustiken bilden, die inneren mit einer Struktur ähnlich der elliptic-umbilic-Katastrophe. Voraussetzung ist eine nicht-verschwindende Gesamt-Rotation. Es fanden sich Hinweise auf solche Kaustiken. Das Rätsel, warum sich eine eigentlich bei kalter dunkler Materie nicht auftretende Gesamt-Rotation bildet, klärten Sikivie und Q. Yang 2009 (Rethermalisierung beim Einfallen von dunkler Materie in Form von Axionen durch gravitative Selbstwechselwirkung und Bildung eines Bose-Einstein-Kondensats).
Weitere Arbeitsgebiete waren in den 1980er Jahren GUTs (Vorschlag eines GUTs basierend auf der exzeptionellen Liegruppe E6 mit Gürsey und Pierre Ramond), CP-Verletzung durch die schwache Wechselwirkung, klassische Yang-Mills-Theorien und dynamischer Symmetriebruch (Technicolor) und später Casimir-artige Kräfte, Eigenschaften von Axion-Strings und Domänenwänden in der Kosmologie und Bildung galaktischer Halos.

## Ehrungen und Mitgliedschaften
1994 wurde er Fellow der American Physical Society. 1998 war er Guggenheim Fellow und 2005 mit einer IBM Einstein Endowed Fellowship am Institute for Advanced Study. 1996 erhielt er den Jesse W. Beams Award.
Für 2020 erhielt er den Sakurai-Preis für grundlegende Arbeit zur potentiellen Nachweisbarkeit des "unsichtbaren" Axions über neue Methoden zu dessen Entdeckung und für theoretische Arbeiten über dessen kosmologische Bedeutung (Laudatio).

## Schriften
Neben den in den Einzelnachweisen zitierten Arbeiten:
- Axions, in Gianfranco Bertone (Hrsg.), Particle dark matter, Cambridge UP 2009, S. 204–227